# Pimozide
Pimozide è un farmaco antipsicotico, derivato della difenilbutilpiperidina (similmente a penfluridolo e fluspirilene). È stato sintetizzato nei laboratori della Janssen Pharmaceutica nel 1963. Ha una elevata potenza rispetto alla clorpromazina (il rapporto è di circa 50 a 1). Sulla base del peso è ancora più potente dell'aloperidolo. Il farmaco presenta particolari indicazioni neurologiche nella Sindrome di Tourette e nei soggetti affetti da tic non rispondenti ad altri farmaci. In Italia il farmaco è venduto dalla società farmaceutica Janssen-Cilag con il nome commerciale di Orap, nella forma farmaceutica di compresse da 4 mg.

## Farmacodinamica
Pimozide è dotata di attività psicotropa e psicolettica. I principali effetti sono simili a quelli dell'aloperidolo e della fenotiazina. La sua azione si esplica sostanzialmente tramite un blocco recettoriale dopaminergico a livello del sistema nervoso centrale (SNC). Sembra infatti essere un antagonista piuttosto selettivo dei recettori D2 della dopamina.
Pimozide blocca i seguenti recettori post-sinaptici:
- Blocco molto forte: recettori D2
- Blocco forte: recettori D3, α1-adrenergici, 5-HT2A
- Blocco moderato: recettori D1, D4, α2-adrenergici
- Blocco debole: mACh, H1
- Blocco estremamente debole: 5-HT1A

Come altri agenti antipsicotici determina anche vari altri effetti sul sistema nervoso centrale (ad esempio sui recettori dell'acido γ-aminobutirrico, GABA) che non sono stati completamente caratterizzati.

## Farmacocinetica
Dopo somministrazione per via orale pimozide viene lentamente assorbita dal tratto gastrointestinale, in modo variabile ma generalmente in una percentuale superiore al 50%. Il picco di concentrazione plasmatica viene raggiunto entro 6-8 ore (in un range che varia tra le 4 e 12 ore) dopo l'assunzione.
Dopo l'assorbimento pimozide si distribuisce nei tessuti umani e nei fluidi corporei con le concentrazioni più elevate che vengono raggiunte nel fegato, nei polmoni, nei reni e nel cuore. L'entità del legame con le proteine plasmatiche non è nota.
Il farmaco appare soggetto ad un vasto effetto di primo passaggio. Il metabolismo avviene principalmente attraverso una reazione di N-dealchilazione ossidativa nel fegato, catalizzata dal CYP3A4 e, in misura inferiore, da CYP1A2. Studi eseguiti sugli animali suggeriscono che i metaboliti siano inattivi. L'eliminazione è principalmente per via urinaria (circa il 40%), quasi completamente sotto forma di metaboliti, e in misura minore, nelle feci (circa 15%). L'emivita del farmaco è di circa 55 ore (2-3 giorni).

## Usi clinici
Pimozide trova indicazione, come terapia antipsicotica di mantenimento e di lunga durata, nei soggetti affetti da schizofrenia e psicosi cronica con disturbi deliranti.
Può essere utilizzata anche nella fase acuta in soggetti in cui il comportamento aggressivo, l'agitazione psicomotoria o l'ansia grave non rappresentino i sintomi dominanti del quadro clinico.
Un'ulteriore indicazione è data dal trattamento della sindrome di Gilles de la Tourette e dei tic resistenti, oltre che di quelle forme intermedie tra schizofreniche e forme nevrotiche (ad esempio negli stati paranoidi e schizoidi) che si associano a difficoltà dei rapporti sociali.

## Effetti collaterali ed indesiderati
Pimozide può avere gravi effetti collaterali, potenzialmente fatali. Come con altri antagonisti della dopamina pimozide può causare vari effetti avversi extrapiramidali, tra cui la discinesia tardiva e la sindrome del coniglio. La frequenza degli effetti collaterali extrapiramidali è piuttosto elevata.

È possibile che si verifichi anche una sindrome neurolettica maligna.
In particolare pimozide è nota per aver causato lo spiacevole effetto collaterale di tipo extrapiramidale noto come acatisia (l'impossibilità di stare fermi o seduti, a causa di irrequietezza continua) in una elevata percentuale dei pazienti che l'assumono. Questa "inquietudine" a volte può essere trattata con farmaci anticolinergici (principalmente benztropine), beta-bloccanti o benzodiazepine, in particolare il clonazepam.
Pimozide non possiede significative proprietà sedative, ma in alcuni pazienti si comporta come un leggero stimolante delicato. Se il farmaco viene somministrato subito prima di andare a dormire, può provocare insonnia.
Eccitazione, nervosismo, irrequietezza, irritabilità, tensione, ansia, incubi sono tutti una serie di disturbi che possono essere associati all'assunzione della molecola.
In un certo numero di pazienti il farmaco può anche causare depressione, di entità tale da poter causare il suicidio.
Pimozide può anche determinare alcuni effetti indesiderati di tipo anticolinergico, come ad esempio secchezza delle fauci, costipazione, disfunzioni della minzione, difficilmente di rilevante importanza clinica.
Pimozide, determinando un abbassamento della soglia convulsiva e un'aumentata eccitabilità neurologica, può raramente causare convulsioni del tipo grande male. I pazienti con epilessia pertanto debbono mantenere la terapia anticonvulsivante già in atto.
In corso di terapia decisamente più preoccupante è una incidenza, relativamente alta, della sindrome del QT lungo, che può portare ad aritmie quali tachicardia ventricolare, torsioni di punta e fibrillazione ventricolare con evoluzione verso l'arresto cardiaco.
Pimozide, come altri farmaci neurolettici, si ritiene possieda effetti endocrini e possa causare iperprolattinemia, che a sua volta può determinare galattorrea, ginecomastia, oligomenorrea o amenorrea, e disfunzione erettile.

## Controindicazioni
La molecola è controindicata nei soggetti con ipersensibilità nota al principio attivo oppure ad uno qualsiasi degli eccipienti della formulazione farmaceutica. È inoltre controindicato nei pazienti affetti da depressione maggiore e malattia di Parkinson, nei soggetti con grave cardiopatia (ad esempio recente infarto acuto del miocardio, insufficienza cardiaca scompensata, aritmie trattate con antiaritmici di classe Ia e III) oppure storia familiare di aritmia o torsione di punta.
Non deve essere utilizzata in concomitanza a farmaci che inibiscono il sistema enzimatico CYP 3A4 (ad esempio antimicotici derivati azolici, alcuni antivirali della classe degli inibitori della proteasi, macrolidi, inibitori selettivi della ricaptazione della serotonina nefazodone) e farmaci inibitori del sistema CYP 2D6 (chinidina).

## Interazioni
- Farmaci che prolungano il QT: antiaritmici della classe Ia (ad esempio procainamide, chinidina, disopiramide) e classe III (come sotalolo e amiodarone), certi antistaminici, certi antipsicotici ed alcuni antimalarici (chinina e meflochina) non devono essere co-somministrati con pimozide per il rischio di insorgenza di sindrome del QT lungo.
- Diuretici: questi farmaci ed altre molecole dotate della proprietà di determinare una alterazioni degli elettroliti, in particolare quelle sostanze che possono causare ipopotassiemia, non dovrebbero essere associate alla pimozide per l'incremento di rischio di gravi aritmie cardiache.
- Inibitori del sistema enzimatico CYP3A4: antimicotici con struttura azolica (itraconazolo, ketoconazolo), alcuni antivirali appartenenti agli inibitori della proteasi (ritonavir ed altri), certi antibiotici macrolidi(claritromicina,[22][23] eritromicina) ed il nefazodone inibiscono il metabolismo di pimozide, i cui livelli plasmatici quindi si innalzano notevolmente.[24]
- Chinidina: riduzione del metabolismo di pimozide per inibizione dell'isoenzima CYP2D6 con conseguente incremento dei livelli plasmatici dell'antipsicotico.
- Succo di pompelmo: la somministrazione contemporanea di pimozide va evitata, dal momento che il succo di pompelmo inibisce il metabolismo dei farmaci metabolizzati tramite CYP3A4.[24]